# 馮凱 (導演)
馮凱（英語：Fung Kai，1961年7月4日—） ，台灣製作人、導演，母親是台灣電視劇製作人周遊，繼父為電視劇製作人李朝永。

## 執導作品

### 電視劇導演
| 首播年份 | 頻道                            | 劇名                         |
| 1988年   | 中視                            | 《王昭君》                   |
| 1988年   | 中視                            | 《霹靂神捕》                 |
| 1989年   | 中視                            | 《京城獵人》                 |
| 1994年   | 台視                            | 《唐太宗李世民》             |
| 1994年   | 台視                            | 《她是我媽媽》               |
| 1995年   | 台視                            | 《情愛紅塵》                 |
| 1996年   | 中視                            | 《情字這條路》               |
| 1998年   | 台視                            | 《一品夫人芝麻官》           |
| 1999年   | 民視                            | 《乞丐郎君千金女》           |
| 1999年   | 民視                            | 《七世夫妻之梁山伯與祝英台》 |
| 2000年   | 華視                            | 《懷玉公主》                 |
| 2000年   | 民視                            | 《飛龍在天》                 |
| 2002年   | 民視                            | 《世間路》                   |
| 2003年   | 民視                            | 《青龍好漢》                 |
| 2004年   | 中視                            | 《愛情風暴 美麗99》          |
| 2004年   | 三立都會台                      | 《天國的嫁衣》               |
| 2005年   | 三立都會台                      | 《格鬥天王》                 |
| 2005年   | 三立都會台                      | 《綠光森林》                 |
| 2006年   | 三立台灣台                      | 《天下第一味》               |
| 2008年   | 三立台灣台                      | 《真情滿天下》               |
| 2009年   | 三立台灣台                      | 《天下父母心》第一代導演     |
| 2011年   | 三立都會台                      | 《真愛找麻煩》               |
| 2012年   | 三立都會台                      | 《剩女保鏢》                 |
| 2013年   | 三立都會台                      | 《美味的想念》               |
| 2013年   | 三立台灣台                      | 《熱海戀歌》                 |
| 2017年   | 三立台灣台                      | 《一家人》                   |
| 2018年   | 北京衛視                        | 《幸福一家人》               |
| 2019年   | 台視、八大戲劇台                | 《我們不能是朋友》           |
| 2019年   | 三立台灣台                      | 《天之蕉子》                 |
| 2020年   | 三立台灣台                      | 《天之驕女》第一代總導演     |
| 2022年   | 八大戲劇台、Netflix、東森戲劇台 | 《愛情發生在三天後》         |
| 2024年   | 大愛電視台                      | 《你好，我是誰2》            |
| 2025年   | 八大戲劇台、東森戲劇台          | 《永生密碼一九七》           |
| 2025年   | 大愛電視台                      | 《以身相許》                 |

### 電影
| 首播年份 | 片名           | 職務                     |
| 2012年   | 陣頭           | 擔任『導演』             |
| 2016年   | 神廚           | 擔任『導演』             |
| 2019年   | 我的青春都是你 | 和柴智屏聯合擔任『監製』 |

## 演出作品

### 電影
| 首播年份 | 片名         | 飾演角色               |
| 2013年   | 世界第一麥方 | 金水師傅（客串）       |
| 2016年   | 樓下的房客   | 審問房東的警察（客串） |
| 2020年   | 練愛iNG      | 馮導（客串）           |

### 電視劇
| 首播年份 | 劇名     | 飾演角色           |
| 1984年   | 神鵰俠侶 | 人廚子             |
| 2020年   | 天之驕女 | 惡司機（特別客串） |

### 配音
| 首播年份 | 片名       | 配音角色 |
| 2013年   | 古魯家族   | 咕噜     |
| 2015年   | 怪物的孩子 | 熊徹     |

## 得獎記錄
| 年份   | 獲提名       | 獎項                             | 結果 |
| ------ | ------------ | -------------------------------- | ---- |
| 2006年 | 《綠光森林》 | 第41屆金鐘獎戲劇節目導播（演）獎 | 獲獎 |

## 外部連結
- 馮凱/我是導演 馮凱的Facebook專頁
- 馮凱在互联网电影资料库（IMDb）上的資料（英文）
- 在AllMovie上馮凱的頁面（英文）
- 馮凱在香港影庫上的簡介
- 馮凱在豆瓣上的资料（简体中文）
- 馮凱在时光网上的簡介（简体中文）
- 馮凱在台灣電影網上的資料（繁體中文）